# Pierre-Emerick Aubameyang
Pierre-Emerick Emiliano François Aubameyang (ur. 18 czerwca 1989 w Laval) – gabońsko-francuski piłkarz, występujący na pozycji napastnika, reprezentant Gabonu, której jest kapitanem. Uczestnik Pucharu Narodów Afryki 2010, 2012, 2015, 2017 i 2021. Król strzelców Premier League w sezonie 2018/19 oraz Bundesligi w sezonie 2016/17.

## Kariera klubowa

### Początki
Jest wychowankiem AC Milanu, do którego trafił w wieku 17 lat wraz z braćmi – Catiliną i Willym. W przeszłości reprezentował barwy Dijon FCO, Lille OSC, AS Monaco i AS Saint-Étienne. Ten ostatni klub zapłacił za Gabończyka 2 mln euro. W pierwszym sezonie w AS Saint-Étienne strzelił 2 gole w 14 meczach, ale w drugim zdobył ich 19 i zaliczył 8 asyst. Za to osiągnięcie otrzymał nagrodę Marca-Viviena Foé przyznawaną najlepszemu afrykańskiemu piłkarzowi w Ligue 1.

### Borussia Dortmund
4 lipca 2013 podpisał kontrakt z Borussią Dortmund. Do niemieckiego klubu przeszedł z francuskiego AS Saint-Étienne za sumę 15 mln euro. W lipcu 2013 wraz z drużyną sięgnął po Superpuchar Niemiec. 10 sierpnia rozegrał swój pierwszy mecz w Bundeslidze, w którym Borussia na wyjeździe pokonała FC Augsburg 4:0, Aubameyang zdobył w meczu trzy gole zaliczając hat-trick i dodatkowo został wybrany zawodnikiem meczu. Jest szóstym piłkarzem w historii Bundesligi, który zdobył hat-tricka w debiucie.

### Arsenal
31 stycznia 2018 podpisał kontrakt z Arsenalem. 3 lutego 2018 strzelił bramkę w debiucie w wygranym 5:1 meczu z Evertonem. 1 lutego 2022, Arsenal rozwiązał kontrakt z Aubameyangiem za porozumieniem stron.

### FC Barcelona
2 lutego 2022 podpisał 3-letni kontrakt z FC Barceloną. W katalońskim klubie zadebiutował 6 lutego w wygranym 4:2 meczu z Atlético Madryt. Pierwsze trafienia zaliczył 20 lutego, strzelając łącznie trzy gole w meczu przeciwko Valencii (4:1).

### Chelsea
2 września 2022 ogłoszono przejście Aubameyanga do Chelsea, z którą podpisał dwuletni kontrakt.  Zadebiutował 6 września w meczu Ligi Mistrzów UEFA z Dinamem Zagrzeb (0:1). W Premier League w barwach Chelsea zadebiutował 1 października i strzelił bramkę w wygranym 2:1 spotkaniu przeciwko Crystal Palace.

### Olympique Marsylia
21 lipca 2023 podpisał trzyletni kontrakt z Olympique Marsylia. We francuskim klubie zadebiutował 12 sierpnia w meczu przeciwko Stade de Reims (2:1). Trzy dni później strzelił swoje pierwsze bramki w barwach OM, dwukrotnie trafiając w meczu kwalifikacji do Ligi Mistrzów UEFA z Panathinaikosem. 30 listopada strzelił hat-tricka w wygranym 4:3 meczu z Ajaxem. 22 lutego 2024 w meczu z Szachtarem Donieck (3:1) strzelił swoją 31. bramkę w Ligi Europy UEFA, dzięki czemu został najskuteczeniejszym zawodnikiem w historii tych rozgrywek.

## Kariera reprezentacyjna
Podczas gry w AC Milan otrzymał propozycję gry w reprezentacji Włoch do lat 19, ale odrzucił ją. Następnie zaczął grać w reprezentacji Francji do lat 21. Zadebiutował w niej w lutym 2009, w pojedynku przeciwko reprezentacji Tunezji do lat 23. 28 marca 2009 zadebiutował w reprezentacji Gabonu w wygranym 2:1 meczu przeciwko reprezentacji Maroka.

## Statystyki

### Klubowe
(aktualne na 22 lutego 2024)
| Klub                    | Sezon              | Liga               | Liga  | Liga   | Puchar kraju | Puchar kraju | Puchar ligi | Puchar ligi | Europa | Europa | Inne  | Inne   | Suma  | Suma   |
| Klub                    | Sezon              | Liga               | Mecze | Bramki | Mecze        | Bramki       | Mecze       | Bramki      | Mecze  | Bramki | Mecze | Bramki | Mecze | Bramki |
| ----------------------- | ------------------ | ------------------ | ----- | ------ | ------------ | ------------ | ----------- | ----------- | ------ | ------ | ----- | ------ | ----- | ------ |
| AC Milan                | 2007/2008          | Serie A            | –     | –      | –            | –            | –           | –           | –      | –      | –     | –      | 0     | 0      |
| Dijon FCO (wyp.)        | 2008/2009          | Ligue 2            | 34    | 8      | 4            | 2            | 1           | 0           | –      | –      | –     | –      | 39    | 10     |
| Lille OSC (wyp.)        | 2009/2010          | Ligue 1            | 14    | 2      | –            | –            | 1           | 0           | 9      | 0      | –     | –      | 24    | 2      |
| AS Monaco (wyp.)        | 2010/2011          | Ligue 1            | 19    | 2      | 1            | 0            | 3           | 0           | –      | –      | –     | –      | 23    | 2      |
| AS Saint-Étienne (wyp.) | 2010/2011          | Ligue 1            | 14    | 2      | –            | –            | –           | –           | –      | –      | –     | –      | 14    | 2      |
| AS Saint-Étienne        | 2011/2012          | Ligue 1            | 36    | 16     | –            | –            | 2           | 2           | –      | –      | –     | –      | 38    | 18     |
| AS Saint-Étienne        | 2012/2013          | Ligue 1            | 37    | 19     | 4            | 2            | 4           | 0           | –      | –      | –     | –      | 45    | 21     |
| AS Saint-Étienne        | Ogólnie            | Ogólnie            | 87    | 37     | 4            | 2            | 6           | 2           | 0      | 0      | 0     | 0      | 97    | 41     |
| Borussia Dortmund       | 2013/2014          | Bundesliga         | 32    | 13     | 6            | 2            | –           | –           | 9      | 1      | 1     | 0      | 48    | 16     |
| Borussia Dortmund       | 2014/2015          | Bundesliga         | 33    | 16     | 4            | 5            | –           | –           | 8      | 3      | 1     | 1      | 46    | 25     |
| Borussia Dortmund       | 2015/2016          | Bundesliga         | 31    | 25     | 4            | 3            | –           | –           | 14     | 11     | –     | –      | 49    | 39     |
| Borussia Dortmund       | 2016/2017          | Bundesliga         | 32    | 31     | 4            | 2            | –           | –           | 9      | 7      | 1     | 0      | 46    | 40     |
| Borussia Dortmund       | 2017/2018          | Bundesliga         | 16    | 13     | 1            | 3            | –           | –           | 6      | 4      | 1     | 1      | 24    | 21     |
| Borussia Dortmund       | Ogólnie            | Ogólnie            | 144   | 98     | 19           | 15           | 0           | 0           | 46     | 26     | 4     | 2      | 213   | 141    |
| Arsenal                 | 2017/2018          | Premier League     | 13    | 10     | –            | –            | 1           | 0           | –      | –      | –     | –      | 14    | 10     |
| Arsenal                 | 2018/2019          | Premier League     | 36    | 22     | 1            | 1            | 2           | 0           | 12     | 8      | –     | –      | 51    | 31     |
| Arsenal                 | 2019/2020          | Premier League     | 36    | 22     | 2            | 4            | –           | –           | 6      | 3      | –     | –      | 44    | 29     |
| Arsenal                 | 2020/2021          | Premier League     | 29    | 10     | 1            | 1            | –           | –           | 8      | 3      | 1     | 1      | 39    | 15     |
| Arsenal                 | 2021/2022          | Premier League     | 14    | 4      | –            | –            | 1           | 3           | –      | –      | –     | –      | 15    | 7      |
| Arsenal                 | Ogólnie            | Ogólnie            | 128   | 68     | 4            | 6            | 4           | 3           | 26     | 14     | 1     | 1      | 163   | 92     |
| FC Barcelona            | 2021/2022          | Primera División   | 17    | 11     | –            | –            | –           | –           | 6      | 2      | –     | –      | 23    | 13     |
| FC Barcelona            | 2022/2023          | Primera División   | 1     | 0      | –            | –            | –           | –           | –      | –      | –     | –      | 1     | 0      |
| FC Barcelona            | Ogólnie            | Ogólnie            | 18    | 11     | 0            | 0            | 0           | 0           | 6      | 2      | 0     | 0      | 24    | 13     |
| Chelsea                 | 2022/2023          | Premier League     | 15    | 1      | 0            | 0            | 0           | 0           | 6      | 2      | –     | –      | 21    | 3      |
| Chelsea                 | Ogólnie            | Ogólnie            | 15    | 1      | 0            | 0            | 0           | 0           | 6      | 2      | 0     | 0      | 21    | 3      |
| Olympique Marsylia      | 2023/2024          | Ligue 1            | 22    | 6      | 2            | 1            | –           | –           | 9      | 9      | –     | –      | 33    | 16     |
| Olympique Marsylia      | Ogólnie            | Ogólnie            | 22    | 6      | 2            | 1            | 0           | 0           | 9      | 9      | 0     | 0      | 33    | 16     |
| Ogólnie w karierze      | Ogólnie w karierze | Ogólnie w karierze | 481   | 233    | 33           | 26           | 15          | 5           | 102    | 53     | 5     | 3      | 637   | 320    |

## Sukcesy

### AS Saint-Étienne
- Puchar Ligi Francuskiej: 2012/2013

### Borussia Dortmund
- Puchar Niemiec: 2016/2017
- Superpuchar Niemiec: 2013, 2014

### Arsenal
- Puchar Anglii: 2019/2020
- Tarcza Wspólnoty: 2020

### FC Barcelona
- Mistrzostwo Hiszpanii: 2022/2023[16]

### Indywidualne
- Król strzelców Bundesligi: 2016/2017 (31 goli)
- Król strzelców Premier League: 2018/2019 (22 gole)[c]
- Wicekról strzelców Bundesligi: 2015/2016 (25 goli)
- Wicekról strzelców Premier League: 2019/2020 (22 gole)[d]
- Trzecie miejsce w klasyfikacji strzelców Bundesligi: 2014/2015 (16 goli)[e]
- Drugie miejsce w klasyfikacji punktowej Bundesligi: 2015/2016 (31 punktów za 25 goli i 6 asyst)

### Wyróżnienia
- Afrykański Piłkarz Roku: 2015[17]
- Najlepszy afrykański gracz w Ligue 1: 2012/2013[18]
- Piłkarz sezonu Bundesligi: 2015/2016[19]
- Piłkarz sezonu w Borussii Dortmund: 2014/2015
- Drużyna roku CAF: 2013, 2014, 2015, 2016, 2018, 2019
- Drużyna roku CAF według IFFHS: 2020[20]
- Drużyna dekady CAF według IFFHS: 2011–2020[21]
- Drużyna sezonu Ligue 1: 2012/2013[22]
- Drużyna sezonu Premier League według PFA: 2019/2020[23]
- Drużyna sezonu Ligi Europy UEFA: 2015/2016[24], 2018/2019[25]
- Drużyna sezonu Bundesligi: 2016/2017[26]

### Rekordy
- Najskuteczniejszy zawodnik w historii Ligi Europy UEFA: 31 goli[15]
- Najskuteczniejszy zawodnik w historii reprezentacji Gabonu: 30 goli
- Najskuteczniejszy afrykański zawodnik w historii Bundesligi: 98 goli[27]
- Najskuteczniejszy afrykański zawodnik w historii Borussii Dortmund: 141 goli
- Szósty zawodnik w historii Bundesligi, który zdobył hat-tricka w debiucie[1]

## Życie prywatne
Syn piłkarza Pierre’a oraz młodszy brat Catiliny i Willy’ego.